# Ідумея
30°19′43″ пн. ш. 35°26′31″ сх. д. / 30.328611111111° пн. ш. 35.441944444444° сх. д.
Ідуме́я (грец. Ἰδουμαία, івр. אֱדוֹם, Едом) — назва об'єднання племен, що заселяли історичну область на півдні Палестини. На півночі Ідумея межує з Юдеєю, з півдня виходить до Мертвого моря і країни Моав, на сході з пустелею південного Зайордання, на півдні із затокою (Акаба), на заході з Синайським півостровом. країни.
Згідно з Біблією засновником Ідумеї вважається син біблійного патріарха Ісаака Ісав (Едом), брат Якова. Він не переселився слідом за ним до Єгипту. Першим історично відомим царем є Бела. Столицею Ідумеї було місто Петра, розташоване у високих неприступних горах. Вже з перших днів свого існування Ідумея показала себе дуже войовничою і агресивною державою.

## Історія
При виході з Єгипту жителі Ідумеї не дозволили євреям на чолі з Мойсеєм пройти через їхні землі (Чис. 20:21). Але вже у XI столітті до н. е. ізраїльські племена зміцніли та поставили Ідумею в залежність від себе. У IX—VII ст. до н. е. Ідумея була данником Ассирії, а в VII—VI ст. до н. е. — Нововавилонського царства.
Разом із вавилонянами ідумеї брали участь в облозі та руйнуванні Єрусалима (586 р. до н. е.), і до кінця VI століття до н. е. оволоділи частиною Південного Ізраїлю.
З утворенням Набатейського царства (кінець III століття до н. е.) велика частина території Ідумеї увійшла до його складу. Західна Ідумея у Південному Ізраїлі (центр — Хеврон) являла собою самостійне царство Ідумею. В кінці II століття до н. е. Ідумею завоював юдейський цар Йоханан Гіркан із династії Хасмонеїв. Все його населення було навернено в юдаїзм.
У 63 р. до н. е. Ідумею разом із Юдеєю підкорив Рим, і вона перебувала під римським протекторатом. З ідумеїв походив цар Ірод Великий.
У 106 р. н. е. Ідумея втратила статус васального царства, значна частина її території увійшла до складу римської провінції Аравія Петреа. Після цього її державність ніколи не відновлювалася, перестала існувати і сама назва Едом.